# Lievin van Lathem
Lievin van Lathem (anche Lieven) (fl. XV secolo) è stato un miniatore fiammingo, attivo tra il 1460 e il 1480 ca..

## Biografia

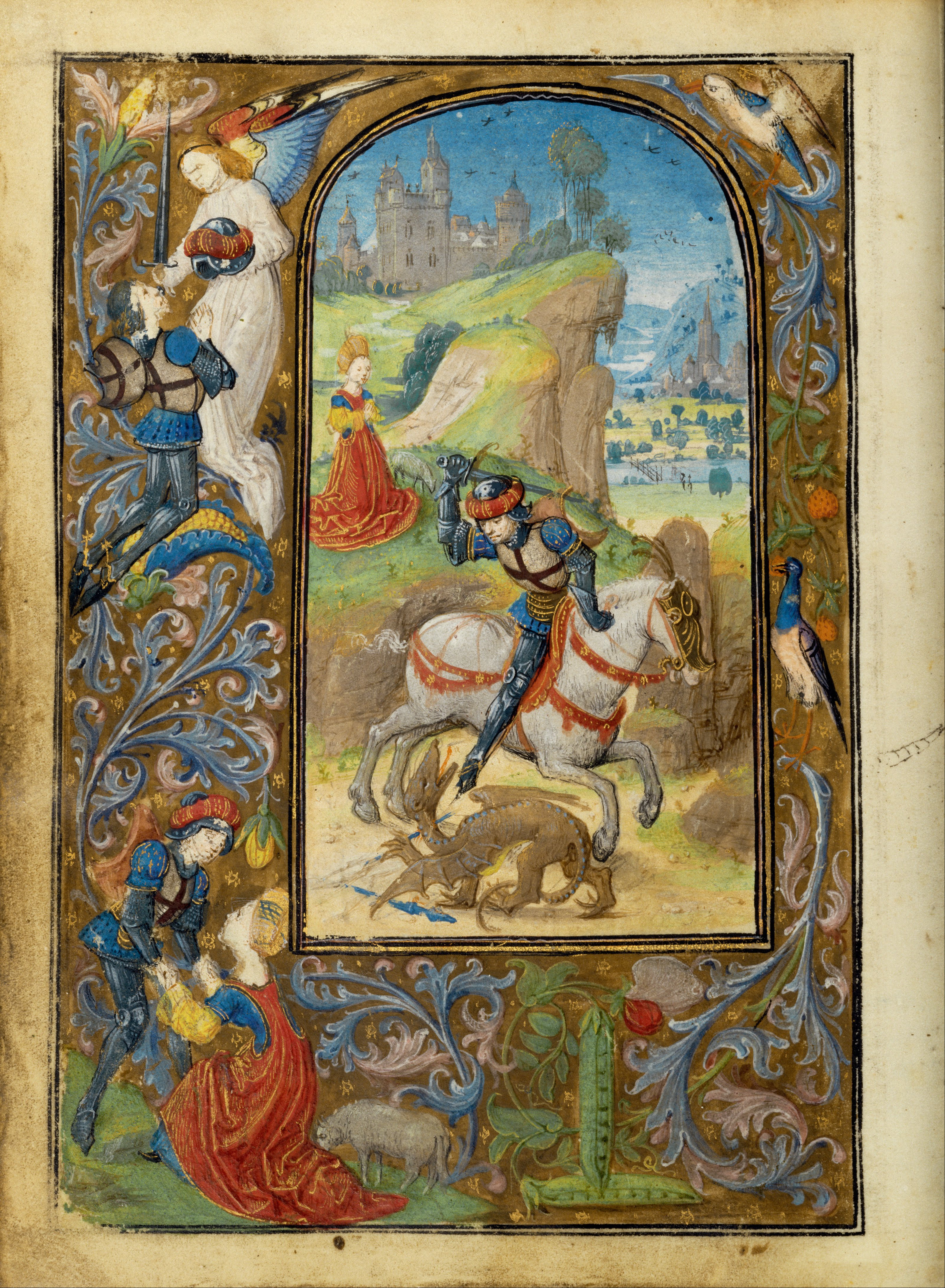
Miniatura dal Libro d'ore di Carlo il Temerario, Getty Museum, Los Angeles

Nativo di Gand, lavorò a Bruges per le celebrazioni delle nozze di Carlo il Temerario nel 1468 e per Louis de Gruuthuse; poi si stabilì ad Anversa. I pagamenti del Libro d'ore di Carlo il Temerario, che gli fu saldato nel 1469, ha consentito di restituire a lui le miniature del volume, in precedenza attribuite a Philippe de Mazerolles. L'opera è raffinata ed elegante nel disegno e nel colore; nei viticci in margine il pittore introdusse personaggi dipinti in colori delicati, secondo una formula che verrà poi sviluppata a Bruges.